# Klass I i ishockey 1939/1940
Klass I i ishockey 1939/1940 var den trettonde säsongen av Klass I som den näst högsta serien inom ishockeyn i Sverige. Serien spelades som en dubbelserie där alla lag mötte varandra två gånger. Sedan förra säsongen hade inga lag flyttats upp eller ner.

## Poängtabell
| Nr | Lag                  | S  | V  | O | F  | GM | IM | MS  | P  |
| -- | -------------------- | -- | -- | - | -- | -- | -- | --- | -- |
| 1  | IFK Mariefred        | 14 | 10 | 3 | 1  | 35 | 17 | +18 | 23 |
| 2  | IK Hermes            | 14 | 10 | 2 | 2  | 42 | 12 | +30 | 22 |
| 3  | UoIF Matteuspojkarna | 14 | 9  | 2 | 3  | 51 | 23 | +28 | 20 |
| 4  | Stockholms IF        | 14 | 5  | 5 | 4  | 24 | 20 | +4  | 15 |
| 5  | Tranebergs IF        | 14 | 4  | 5 | 5  | 22 | 20 | +2  | 13 |
| 6  | Reymersholms IK      | 14 | 3  | 3 | 8  | 31 | 46 | −15 | 9  |
| 7  | Värtans IK           | 14 | 2  | 2 | 10 | 10 | 51 | −41 | 6  |
| 8  | IFK Stockholm        | 14 | 1  | 2 | 11 | 16 | 42 | −26 | 4  |